# Sleepy Hollow (Illinois)
Sleepy Hollow è un villaggio degli Stati Uniti d'America, situato nello Stato dell'Illinois, nella contea di Kane.